# Hector-Irénée Sévin
Hector-Irénée Sévin (ur. 22 marca 1852 w Simandre, zm. 4 maja 1916 w Lyonie) – francuski duchowny katolicki, kardynał, arcybiskup Lyonu. 

## Życiorys
Święcenia kapłańskie przyjął 7 czerwca 1876 roku w Belley. Prowadził pracę duszpasterską w diecezji Belley na różnych stanowiskach w latach 1876–1908. 11 lutego 1908 roku otrzymał nominację na biskupa Châlons i Sakrę biskupią przyjął 5 kwietnia 1908 roku w katedrze Belley z rąk kardynała Louisa-Henri Luçona arcybiskupa Reims. 2 grudnia 1912 roku został przeniesiony na stolicę metropolitalną Lyonu. Na konsystorzu 25 maja 1914 roku papież Pius X wyniósł go do godności kardynalskiej z tytułem kardynał prezbitera Santissima Trinità al Monte Pincio. W 1914 roku uczestniczył w konklawe, które wybrało na papieża Benedykta XV.
Zmarł 4 maja 1916 w Lyonie. Pochowano go w archikatedrze metropolitalnej św. Jana Chrzciciela w Lyonie.